# Low Voltage Differential Signaling
Low Voltage Differential Signaling (qu'on pourrait traduire mot à mot par « transmission différentielle basse-tension »), abrégé en LVDS, est une norme de lien physique permettant la transmission de signaux électriques à une fréquence élevée (typiquement plusieurs centaines de mégahertz) sur une ligne symétrique, de type transmission différentielle. Elle est principalement utilisée dans le domaine des appareils électroniques mobiles

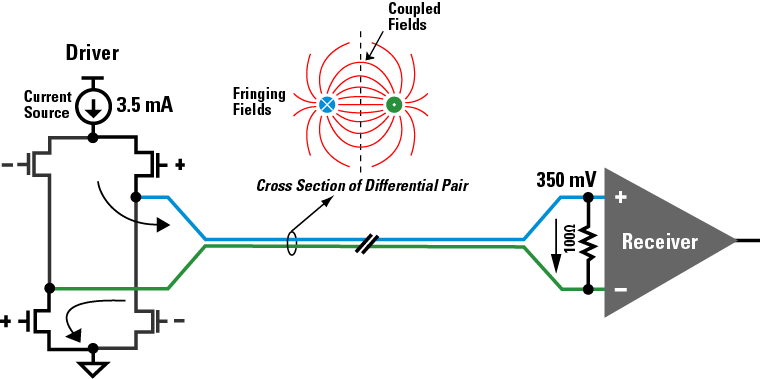
Schéma de principe

## Origine
À l'inverse du LVDS, les normes de transmissions électriques telles que Transistor-Transistor logic (TTL) (ainsi que leurs déclinaisons basse-tension LVTTL), sont dites asymétriques : elles utilisent la tension électrique entre un point donné et la masse à un moment donné comme élément d'information.
Bien que simples à mettre en œuvre, les normes de signalisation asymétriques ne sont pas adaptées à la transmission de signaux à fréquence élevée. Principalement en cause sont la vitesse de balayage très élevée qui serait alors nécessaire lors de la transition entre niveaux logiques, ainsi que les réflexions de signaux électriques provoqués par l'absence d'adaptation d'impédance. La seule solution pour atteindre un débit binaire élevé avec des normes de signalisation asymétrique consiste à mettre en parallèle plusieurs voies, avec les contraintes en ce qui concerne le coût de fabrication et d'intégration.

## Description
Le LVDS étant une norme de signalisation différentielle, elle se base sur la valeur de tension aux bornes d'une résistance de 100 ohms placée au niveau du récepteur (voire intégrée). La ligne de transmission ainsi formée a l'avantage d'être bien plus immune au bruit électrique et permet de travailler avec une plage de tension différentielle bien plus faible, d'où une capacité à monter bien plus haut en fréquence.
L'émetteur, au moyen d'un pont en H, impose la polarité du courant qui est, selon la loi d'Ohm, transformé en tension en traversant une résistance située au niveau du récepteur. En comparant la différence de potentiel entre les bornes de cette résistance, le récepteur est en mesure de déterminer la polarité du courant imposée par l'émetteur, et par conséquent l'information.
La norme LVDS spécifie une valeur du courant égale à +3,5 et -3,5 milliampères, et une résistance aux bornes du récepteur de 100 ohms, d'où une différence de potentiel de 350 millivolts aux bornes de la résistance.

## Applications
Le LVDS est couramment utilisé lorsqu'il est nécessaire d'interconnecter des composants électroniques de provenance différentes avec un débit de données élevé.
- Les dalles d'affichage des ordinateurs portables, type LCD, sont généralement connectées au contrôleur graphique via un agrégat de liens en LVDS. Pour le DVI à lien simple (anglais : Simple Link), on a une liaison numérique pour chaque couleur du RVB (Rouge Vert Bleu) en LVDS. Ces liaisons sont doublées pour la version à lien double (anglais : Dual Link). La synchronisation numérique passant avec la liaison du Bleu. La liaison Horloge et les blindages de chaque couleur étant commune pour chaque lien. Ce qui fait donc 7 liens LVDS pour le DVI à lien double.
- Certains convertisseurs analogique-numérique à haut débit utilisent une interface LVDS pour simplifier leur raccordement à des FPGA ou ASIC.